# Sjöängen, Ekerö kommun

Sjöängen är ett färjeläge vid Mälaren på nordvästra Munsön, cirka två kilometer väster om Munsö kyrka inom Ekerö kommun. Vägverkets linfärja går därifrån på Adelsöleden till Adelsön. I Sjöängen finns en sjöräddningsstation. Vid Sjöängen slutar, respektive börjar den cirka 38 kilometer långa vandringsleden Ekerö-Munsöleden som sträcker sig i två avsnitt ända ner till Träkvista i Ekerö.

## Bilder

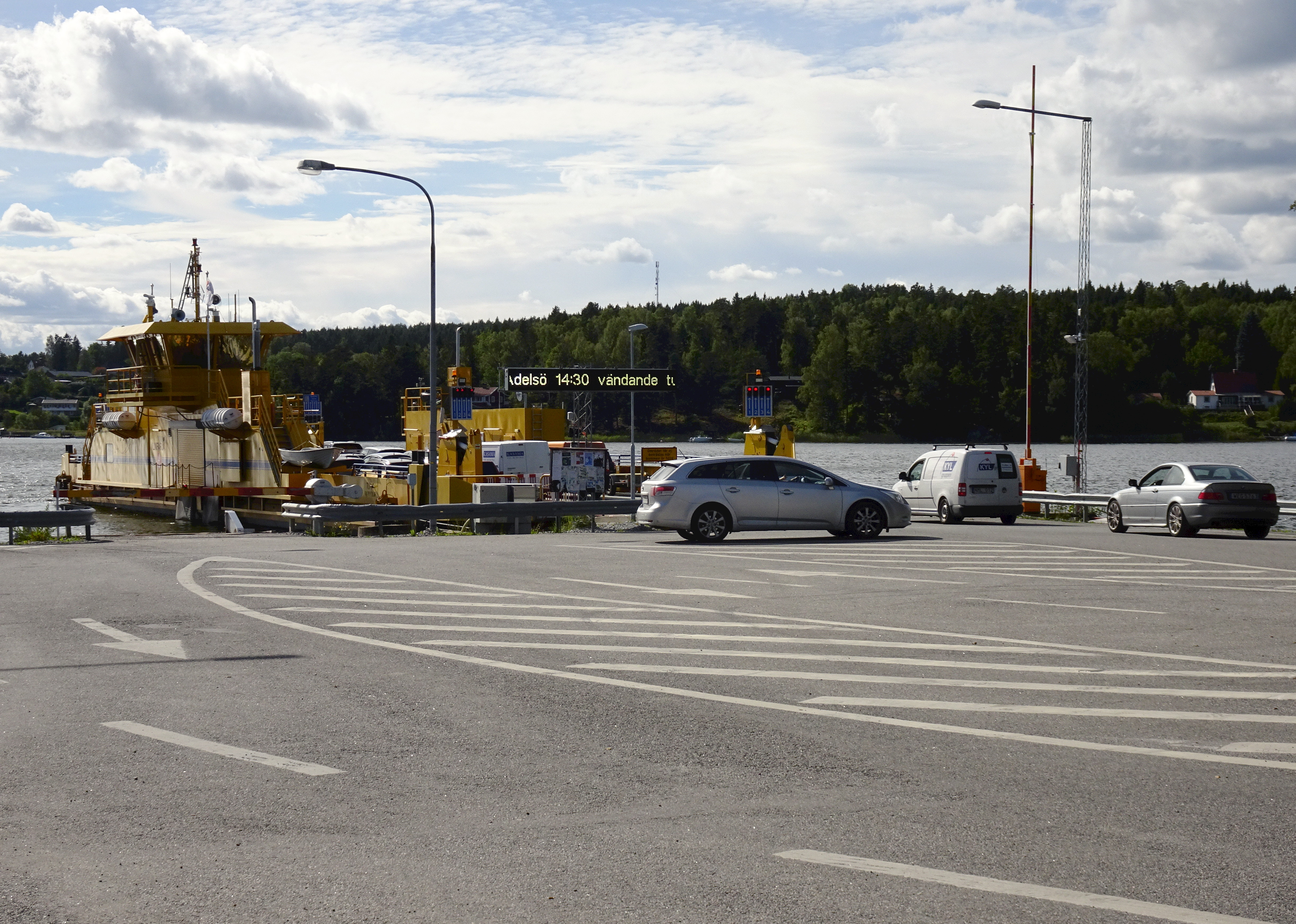
Sjöängen, färjeläge
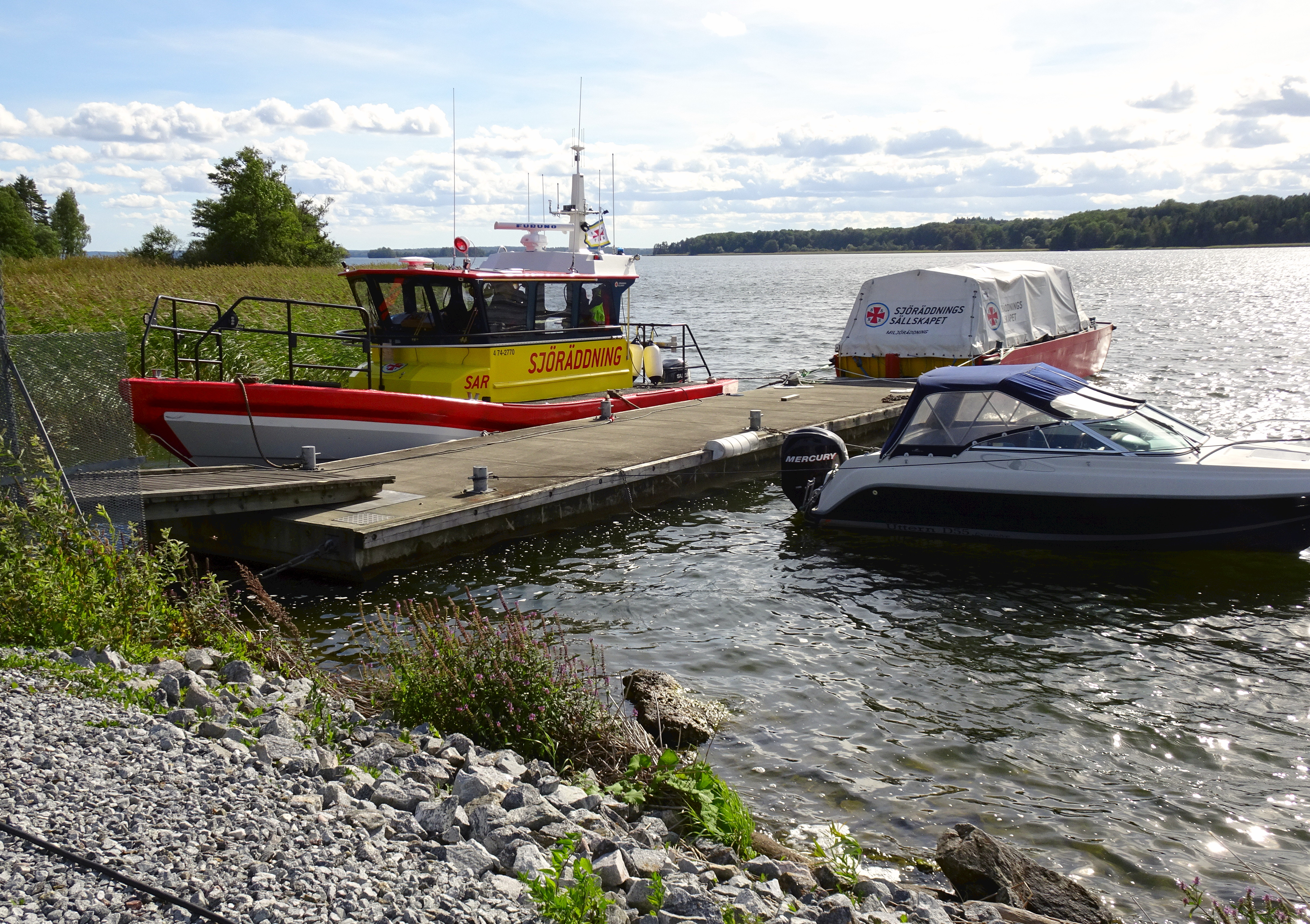
Sjöräddningsstationen
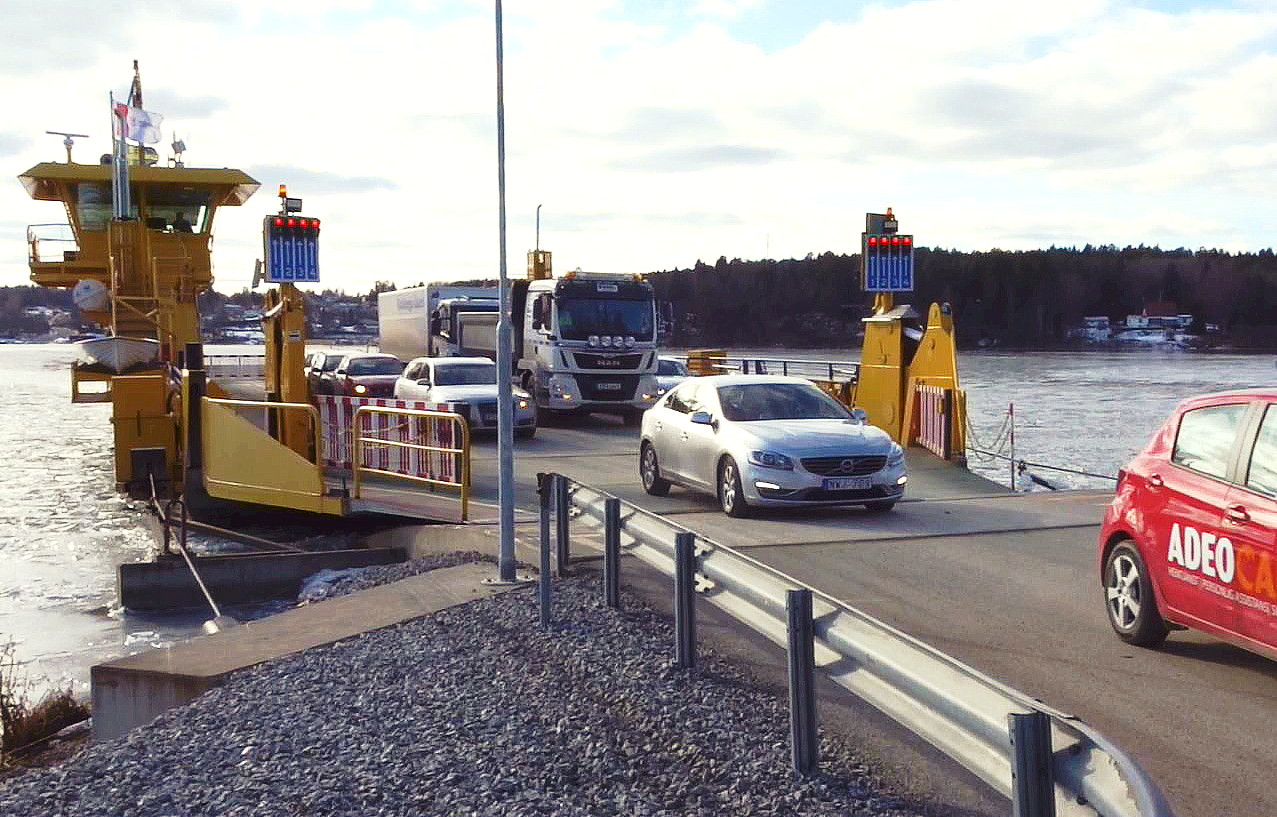
Linfärjan anländer
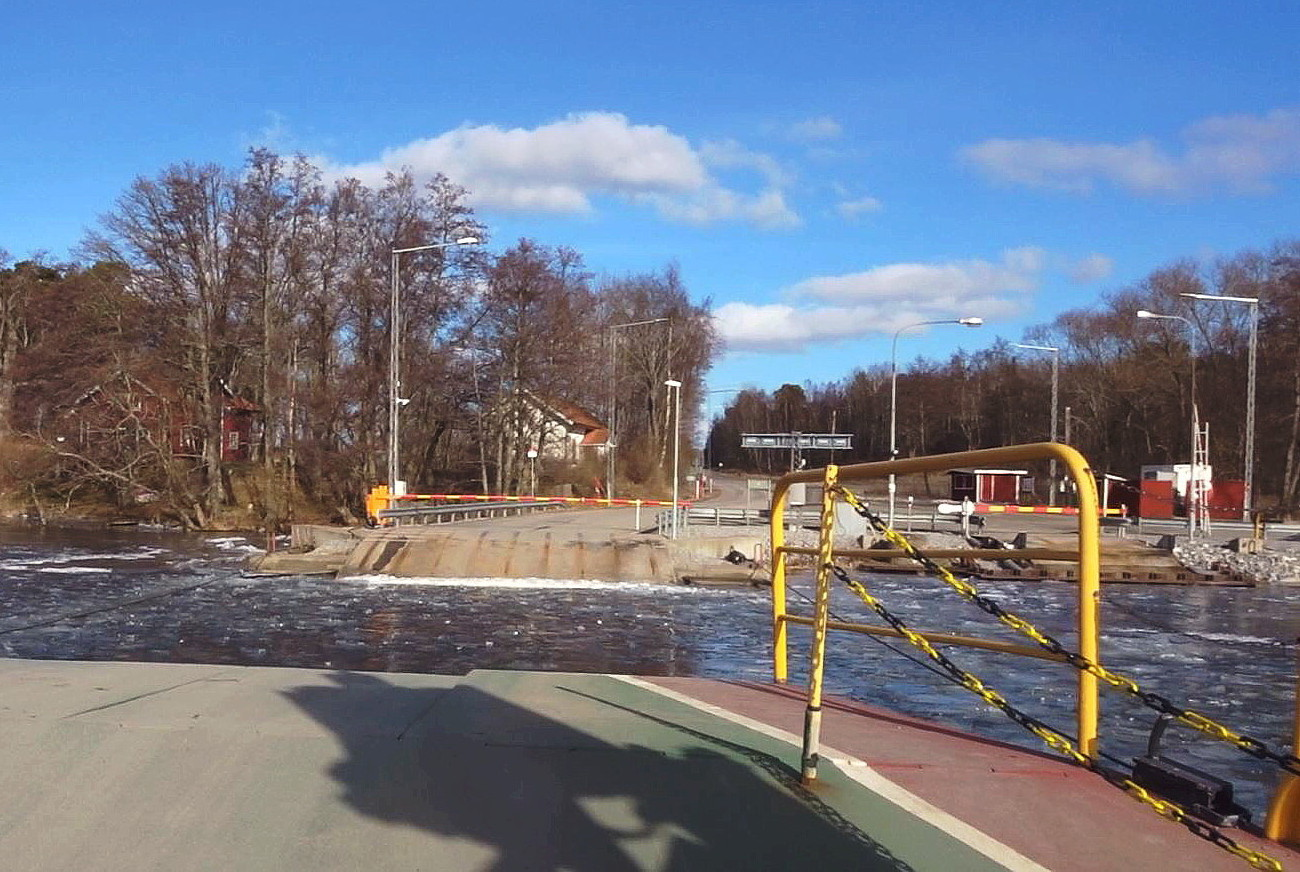
Sjöängen sedd från linfärjan